# Tři kanceláře a šest ministerstev
Tři kanceláře a šest ministerstev (čínsky v českém přepisu San-šeng liou-pu, pchin-jinem Sānshěng liùbù, znaky 三省六部) je název uspořádání vrcholných centrálních orgánů státní správy císařské Číny. Systém se vyvíjel od období říše Chan, oficiálně byl zaveden v říši Suej (589–618) a do klasické podoby upraven následující tchangskou (po 618) vládou. Nahradil starší systém „tří hodnostářů a devíti ministrů“ zavedený dynastií Čchin (221–206 př. n. l.).
Tři kanceláře byly ústřední sekretariát, kancelář men-sia a sekretariát či kancelář šang-šu. Šest ministerstev zahrnovalo ministerstva státní správy, daní, obřadů, vojenství, trestů a veřejných prací.

## Tři kanceláře
Třemi kancelářemi byly:
- Sekretariát či kancelář šang-šu (尚書省, šang-šu šeng) byla nejvyšším vládním orgánem výkonné moci a řídila práci šestice svých odborných sekcí pro státní správu, daně, obřady, vojenství, tresty a veřejné práce. Sekce jsou konvenčně označované za ministerstva.
- Ústřední sekretariát (中書省, čung-šu šeng ) zodpovídal za formulaci vládní politiky a připravoval všechna císařská nařízení a dekrety.
- Kancelář men-sia (門下省, men-sia šeng, doslova kancelář „u brány“) byla konzultativním orgánem, její úředníci radili císaři a sekretariátu.

Hlavy tří kanceláří jsou označovány za kancléře, byli nejmocnějšími členy vlády hned po císaři.

## Šest ministerstev
Šest ministerstev bylo výkonnými administrativními orgány kanceláře šang-šu, v čele každého stál ministr (尚書, shàngshū , šang-šu) a zástupce ministra (侍郎, shìláng , š'-lang).
- Ministerstvo státní správy (吏部, lìbù, li-pu), či personálu, provádělo jmenování, odvolávání a překládání úředníků. Rovněž udělovalo čestné tituly.[2]
- Ministerstvo daní (戶部, hùbù, chu-pu), nebo financí, bylo zodpovědné za provádění soupisů obyvatelstva, vybírání daní a nakládání s nimi. Staralo se též o záležitosti měny.[3]
- Ministerstvo obřadů (禮部, lǐbù, li-pu), či rituálu, se staralo o řádný chod všech ceremonií, rituálů a obřadů. Vedlo evidenci buddhistických a taoistických mnichů. Rovněž organizovalo přijímání zahraničních poselstev a přijímání tributu.[4] (Poselstvo cizího státu uznávající podřízenost Číně a odevzdávající tribut byla jediná akceptovatelná forma zahraničních styků. Uznání rovnosti cizí země a Číny bylo nemyslitelné.)
- Ministerstvo vojenství (兵部, bīngbù, ping-pu) se staralo o jmenování, překládání a odvolávání důstojníků. Spravovalo vojenské sklady s výzbrojí a výstrojí. Taktéž řídilo vládní kurýrní službu.[5]
- Ministerstvo trestů (刑部, xíngbù, sing-pu), či spravedlnosti, dohlíželo na výkon spravedlnosti v provinciích. Cenzorát a dvorský odvolací soud byly však na ministerstvu nezávislé.[6]
- Ministerstvo (veřejných) prací (工部, gōngbù, kung-pu) organizovalo vládní stavební projekty, včetně pracovní povinnosti řemeslníků a nájem pracovních sil. Řídilo státní dílny, údržbu komunikací, standardizaci měr a vah.[6]